# Don Kichot (film 1957)
Don Kichot (ros. Дон Кихот) – radziecki film z 1957 roku w reżyserii Grigorija Kozincewa. Adaptacja opowiadania Jewgienija Szwarca o tym samym tytule, na motywach powieści Miguela De Cervantesa. 

## Obsada
- Nikołaj Czerkasow jako Don Kichot
- Jurij Tołubiejew jako Sancho Pansa
- Sierafima Birman jako ekonomka
- Swietłana Grigorjewa
- Gieorgij Wicyn
- Bruno Frejndlich
- Lidija Wiertinska
- Galina Wołczek
- Aleksandr Beniaminow